# Kostel svaté Markéty (Přítluky)
Kostel svaté Markéty v obci Přítluky v okrese Břeclav je filiálním kostelem římskokatolické farnosti Rakvice. Dříve byl farním kostelem farnosti Přítluky, která byla zrušena v roce 2006. Je chráněn jako kulturní památka České republiky.

## Historie
V roce 1218 byl v obci Přítluky postaven románský kostelík, který byl zasvěcen svaté Markétě. V roce 1220 ho vysvětil olomoucký biskup Robert zvaný Angličan. Dne 7. srpna 1222 ho stejný olomoucký biskup povýšil na kostel farní. Kostel byl v péči cisterciáckého opatství na Velehradě. V roce 1292 zde působil farář Hermann.
Roku 1754 byl na západní straně lodi přistavěn kůr a položena kamenná dlažba. V letech 1756 až 1762 byla přistavěna vedle kostela čtyřboká věž. Roku 1779 celý kostel vyhořel. Opravy byly narychlo ukončeny v roce 1784, když byl ve stejném roce zrušen velehradský klášter patentem císaře Josefa II.
Do roku 1896 byl kostel pouze s provizorními opravami. V roce 1896 byly potrhané klenby nahrazeny trámovým stropem. Byla též nahrazena zchátralá konstrukce kůru a instalována nová kazatelna.
V letech 1999 až 2002 probíhala značná rekonstrukce kostela od statického zabezpečení stropů a stěn až po obnovu vnitřní výmalby.